# Mission Hills (Kansas)
Mission Hills – miasto w Stanach Zjednoczonych, w stanie Kansas, w hrabstwie Johnson.